# Municipio de Somonauk
El municipio de Somonauk (en inglés: Somonauk Township) es un municipio ubicado en el condado de DeKalb en el estado estadounidense de Illinois. En el año 2010 tenía una población de 2101 habitantes y una densidad poblacional de 41,97 personas por km².

## Geografía
El municipio de Somonauk se encuentra ubicado en las coordenadas 41°40′40″N 88°41′9″O / 41.67778, -88.68583. Según la Oficina del Censo de los Estados Unidos, el municipio tiene una superficie total de 50.06 km², de la cual 49,84 km² corresponden a tierra firme y (0,42 %) 0,21 km² es agua.

## Demografía
Según el censo de 2010, había 2101 personas residiendo en el municipio de Somonauk. La densidad de población era de 41,97 hab./km². De los 2101 habitantes, el municipio de Somonauk estaba compuesto por el 95,76 % blancos, el 0,29 % eran afroamericanos, el 0,38 % eran amerindios, el 0,24 % eran asiáticos, el 1,38 % eran de otras razas y el 1,95 % eran de una mezcla de razas. Del total de la población el 3,9 % eran hispanos o latinos de cualquier raza.